# Andreï Alexandrovitch de Russie
Andreï Alexandrovitch de Russie, né le 24 janvier 1897 à Saint-Pétersbourg (empire russe) et mort le 8 mai 1981 à Faversham (Angleterre) est un prince de Russie, membre de la Maison de Holstein-Gottorp-Romanov qui vécut en émigration.

## Famille
Fils du grand-duc Alexandre Mikhaïlovitch de Russie et de la grande-duchesse Xenia Alexandrovna de Russie.

### Mariages et descendance
Le 12 juin 1918, André de Russie épousa à Yalta donna Elisabetta Ruffo (1886-1940, fille de Fabrizio Ruffo, duc de Sasso-Ruffo).
Trois enfants sont nés de cette union :
- Xenia Andreïevna de Russie (1919-2001), en 1945, elle épousa Calhoun Ancrum (1915-1990), (divorcés en 1954). En 1958, elle épousa Geoffrey Tooth (1908-1998)
- Michel Andreïevitch de Russie (1920-2008), en 1953, il épousa Esther Murphy (1921-2006), (divorcés en 1953). En 1954, il épousa Shirley Grammond (1916-1983), (fille de Gordon Gramond). Veuf, il épousa en 1993, Julie Gemma (1930-)
- Andreï Andreïevitch de Russie (1923-2021)

La princesse André de Russie, née Elisabetta Ruffo, fut tuée pendant la Seconde Guerre mondiale. Le prince André épousa à Norton (Kent) le 21 septembre 1942 Nadine Sylvia Ada Mac Dougall (1908-2000).
Un enfant est né de cette union :
- Olga Andreïevna de Russie (1950-)

## Biographie

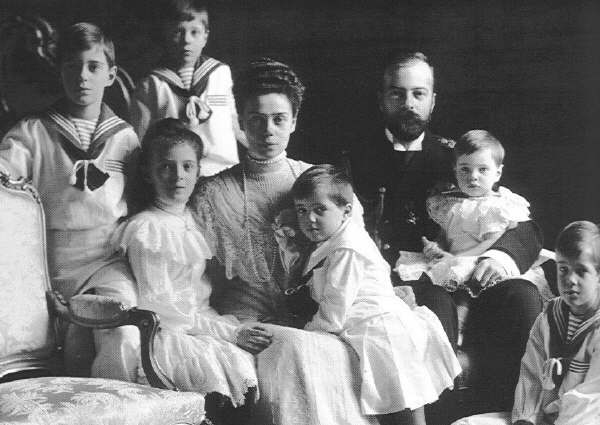
Le grand-duc André Alexandrovitch de Russie aux côtés de sa mère, la grande-duchesse Xénia Alexandrovna, de son père le grand-duc Alexandre Mikhaïlovitch et de ses frères et sœur

En dépit de son rang de prince de Russie, André Alexandrovitch de Russie fut salué à sa naissance par une salve de vingt et un coups de fusil, alors que cet hommage était habituellement réservé à la naissance des grands-ducs de Russie, les tirs étaient effectués au canon.
Pendant la Révolution russe, le prince André fut retenu prisonnier par les Bolcheviks avec ses parents, ses frères, ses sœurs et sa grand-mère maternelle, l'impératrice douairière Marie à Dulber en Crimée. Le prince échappa au sort réservé à certains de ses cousins assassinés par les Bolcheviks. Après le traité de Brest-Litovsk signé le 3 mars 1918, le prince et les membres de la famille impériale furent libérés par les troupes allemandes.

### Exil
Le prince André quitta sa terre natale en décembre 1919 à bord du HMS Forsythe. Son père assista à la Conférence de la Paix qui se tint à Paris en 1919. Le prince vécut avec sa mère en Angleterre.
En 1949, André de Russie s'installa à Provender (Kent) dans une maison ancienne appartenant à sa seconde épouse. Au XVe siècle, ce célèbre pavillon de chasse appartenait au Prince Noir.

### Décès
Le prince André de Russie décéda à Faversham le 8 mai 1981.

## Généalogie
André Alexandrovitch de Russie appartient à la quatrième branche issue de la première branche de la Maison d'Oldenbourg-Russie (Holstein-Gottorp-Romanov), elle-même issue de la première branche de la Maison d'Holstein-Gottorp. Ces trois branches sont issues de la première branche de la Maison d'Oldenbourg. Par sa mère, la grande-duchesse Xenia Alexandrovna de Russie, Andreï Alexandrovitch de Russie est le descendant de l'empereur Alexandre III et le neveu de Nicolas II, par son père le grand-duc Alexandre Mikhaïlovitch de Russie, le prince est le descendant du tsar Nicolas Ier.